# Distretto di Semily

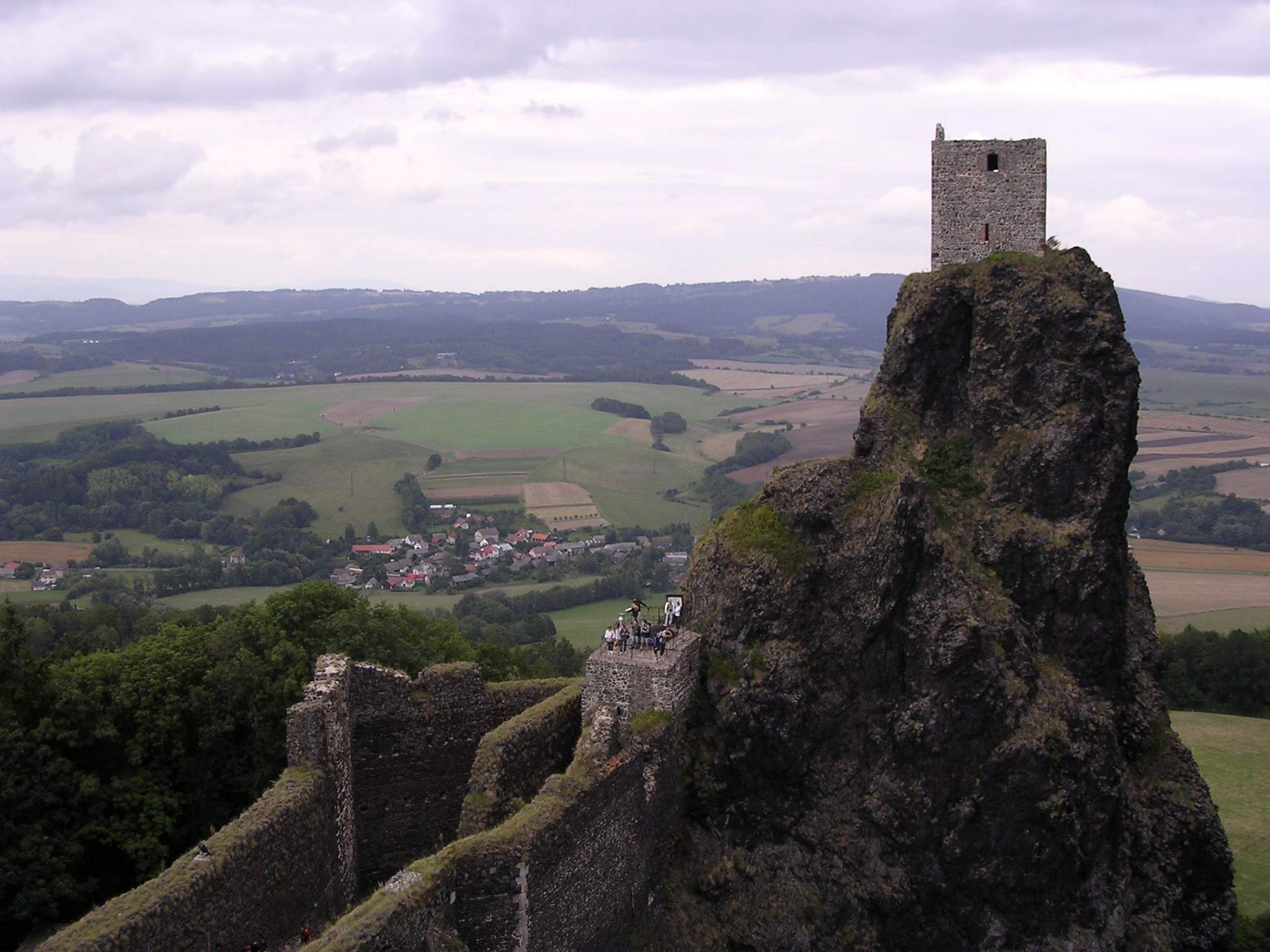
Il castello di Trosky, presso Semily

Il distretto di Semily (in ceco okres Semily) è un distretto della Repubblica Ceca nella regione di Liberec. Il capoluogo di distretto è la città di Semily.

## Geografia antropica
Il distretto conta 65 comuni:

### Città
- Harrachov
- Jablonec nad Jizerou
- Jilemnice
- Lomnice nad Popelkou
- Rokytnice nad Jizerou
- Rovensko pod Troskami
- Semily
- Turnov
- Vysoké nad Jizerou

### Comuni mercato
- Il distretto non comprende comuni con status di comune mercato.

### Comuni
- Bělá
- Benecko
- Benešov u Semil
- Bozkov
- Bradlecká Lhota
- Bukovina u Čisté
- Bystrá nad Jizerou
- Chuchelna
- Čistá u Horek
- Háje nad Jizerou
- Holenice
- Horka u Staré Paky
- Horní Branná
- Hrubá Skála
- Jesenný
- Jestřabí v Krkonoších
- Kacanovy
- Karlovice
- Klokočí
- Košťálov
- Kruh
- Ktová
- Levínská Olešnice
- Libštát
- Loučky
- Martinice v Krkonoších
- Mírová pod Kozákovem
- Modřišice
- Mříčná
- Nová Ves nad Popelkou
- Ohrazenice
- Olešnice
- Paseky nad Jizerou
- Peřimov
- Poniklá
- Přepeře
- Příkrý
- Radostná pod Kozákovem
- Rakousy
- Roprachtice
- Roztoky u Jilemnice
- Roztoky u Semil
- Slaná
- Stružinec
- Studenec
- Svojek
- Syřenov
- Tatobity
- Troskovice
- Veselá
- Víchová nad Jizerou
- Vítkovice
- Všeň
- Vyskeř
- Záhoří
- Žernov